# Chaetura vauxi
Chaetura vauxi е вид птица от семейство Бързолетови (Apodidae).

## Разпространение
Видът е разпространен в Белиз, Венецуела, Гватемала, Канада, Коста Рика, Мексико, Никарагуа, Панама, Салвадор, САЩ и Хондурас.